# Parageum montanum
Parageum montanum là loài thực vật có hoa trong họ Hoa hồng. Loài này được HARA mô tả khoa học đầu tiên.